# Томас Гукер
То́мас Гу́кер (Thomas Hooker; 5 липня 1586 — 7 липня 1647) — релігійний лідер, пуританин.
Народився і навчався в Англії.
Втік до Голландії, а звідти до Массачусетсу, США.
1636 року увів групу своїх послідовників до Коннектикуту, щоб скористатися там з релігійної свободи.